# 黄冈地区
黄冈地区，中华人民共和国湖北省已撤销的地区，1978年-1995年存在于湖北省东部。大体上为今天的黄冈市和鄂州市。

## 历史沿革
- 中华人民共和国成立后设立黄冈专区。1968年，成立黄冈地区革命委员会，1978年撤销，设黄冈地区行政公署。
- 1979年，鄂城县划归黄冈地区，并建置鄂城市。
- 1983年10月，划鄂城县、鄂城市及黄冈县的黄州镇，建立地级鄂州市，同时，划新洲县属武汉市。
- 1986年，撤销麻城县，设麻城市。
- 1987年，撤销鄂州市黄州区，恢复为黄州镇，复归黄冈县；撤销广济县，设武穴市。
- 1990年，撤销黄冈县，设县级黄州市。
- 1995年12月23日，中国国务院批准，撤销黄冈地区和黄州市，设立地级黄冈市，并以原黄州市北境建置团风县，南境建置黄州区，黄冈市政府驻黄州区。至此，黄冈市辖黄州区、团风县、红安县、罗田县、英山县、浠水县、蕲春县、黄梅县、麻城市、武穴市。